# Vanilleae
Vanilleae é uma das duas tribos em que subdivide-se a subfamília Vanilloideae da família Orchidaceae. Vanilleae está dividia em nove gêneros, no total representados por 175 espécies, distribuídas pelas áreas tropicais do globo. São plantas terrestres perenes, frequentemente escandentes, de crescimento simpodial ou monopodial, de caules sólidos, muitas sem a presença de clorofila. Geralmente apresentam flores vistosas porém efêmeras, de cores delicadas. Suas sementes são muito  maiores que as das outras orquídeas e costumam apresentar crosta ou asas.

## Taxonomia de Vanilleae
Os nove gêneros podem ser reconhecidos e separados pelas seguintes características:
- Erythrorchis - trepadeiras sem clorofila, de inflorescência lisa.
- Galeola - trepadeiras sem clorofila, de inflorescência pubescente.
- Clematepistephium - plantas verdes trepadeiras, sem raízes aéreas.
- Pseudovanilla - plantas verdes trepadeiras, com raízes aéreas e sementes aladas.
- Vanilla - plantas verdes trepadeiras ou, em um caso, terrestres, com raízes aéreas e sementes com crosta sem asas.
- Lecanorchis - plantas terrestres sem clorofila, com sementes sem crosta.
- Cyrtosia - plantas terrestres sem clorofila, com sementes apresentando crosta.
- Eriaxis - plantas verdes terrestres de sementes aladas e flores externamente pubescentes.
- Epistephium - plantas verdes terrestres de sementes aladas e flores externamente lisas.